# كورتيس هارينجتون
كورتيس هارينجتون (بالإنجليزية: Curtis Harrington)‏ هو مخرج أمريكي، ولد في 17 سبتمبر 1926 في لوس أنجلوس في الولايات المتحدة، وتوفي في 6 مايو 2007 في هوليوود هيلز في الولايات المتحدة بسبب سكتة.

## وصلات خارجية
- كورتيس هارينجتون على موقع IMDb (الإنجليزية)
- كورتيس هارينجتون على موقع ألو سيني (الفرنسية)
- كورتيس هارينجتون على موقع أول موفي (الإنجليزية)
- كورتيس هارينجتون على موقع قاعدة بيانات الأفلام السويدية (السويدية)
- كورتيس هارينجتون على موقع إن إن دي بي (الإنجليزية)
- كورتيس هارينجتون على موقع قاعدة بيانات الفيلم (الإنجليزية)
- كورتيس هارينجتون على موقع كينوبويسك (الروسية)